# Helmut W. Kahn
Helmut W(olfgang) Kahn (* 24. Mai 1922 in Mannheim; † 13. Januar 2005 in Hamburg) war ein deutscher Publizist.

## Leben und Wirken
Helmut W. Kahn wuchs ohne Geschwister in Mannheim auf, wo er eine Schule besuchte und eine kaufmännische Berufsausbildung erhielt. Als Sohn eines jüdischen Vaters konvertierte er 1935 zum evangelischen Glauben. Seine Mutter versuchte, ihrem Sohn eine Emigration nach England zu ermöglichen. Dafür kontaktierte sie den auch als Paulus-Bund bekannten Reichsverband christlich-deutscher Staatsbürger. Kurz vor Ausbruch des Zweiten Weltkriegs im Juni 1939 erreichte Kahn England. Der mit einem Kindertransport eingewanderte Deutsche wurde dort seit Mai 1940 als Enemy Alien angesehen und auf der Isle of Man festgehalten. Im Juli 1940 bestieg er zusammen mit mehr als 2000 anderen jüdischen Flüchtlingen die Dunera. Die Überfahrt, während der das Boot immer Torpedotreffer deutscher U-Boote zu befürchten hatte, führte nach Australien. Hier lebte Kahn bis August 1942 im Lager Tantura und kehrte dann nach England zurück. Die Jahre bis Kriegsende verbrachte er als Arbeiter auf einer Hühnerfarm. Kahn lebte bis zum Spätsommer 1947 in England. Die Zeit im Ausland habe er zumeist als „Ausreise“ und „Abenteuer“ empfunden, sagte Kahn später.
Die Rückkehr nach Deutschland führte Kahn nach Kassel, wo er eine Stelle als Volontär bei den Hessischen Nachrichten erhielt. Weitere Stationen als Journalisten hatte er 1949 kurzzeitig in Berlin, wo er für den Tagesspiegel arbeitete sowie von 1952 bis 1956 an der amerikanischen Botschaft mit Sitz in Bad Godesberg. Hier war er in der Presseabteilung tätig und zog 1956 nach Hamburg, wo er bis 1932 Mitglied der englischsprachigen Redaktion der dpa war. Kurzzeitig arbeitete er auch für den NDR, zunächst für die Sendung Weltspiegel, später für das Fernsehmagazin Panorama, für das er die außenpolitische Redaktion übernahm. Von September 1966 bis April 1967 war Kahn Redaktionsmitglied des Nachrichtenmagazins Deutsches Panorama unter der Leitung von Gert von Paczensky, für das er kritisch über die Verteidigungspolitik Deutschlands berichtete. Ab 1967 schrieb er für das Nachrichtenmagazin Stern als Redakteur über Militärpolitik.
Kahn selbst legte nach eigenen Aussagen Wert darauf, nicht von „Angsthabern und Angstmachern“ in seinem Urteil beeinflusst zu werden. Er sah sich als einen „kalten Krieger“, der sich zu einem kritischen Journalisten weiterentwickelt habe, so Kahn. Kahn verfolgte und kommentierte das nationale und internationale Weltgeschehen bis ins hohe Lebensalter.

## Werke
Neben der Tätigkeit als Journalist schrieb Kahn mehrere Bücher zu verschiedenen Themen. Das wichtigste Werk ist Der Kalte Krieg, das mehr als 1000 Seiten umfasst und 1986 bis 1988 in drei Bänden erschien. 1973 schrieb Kahn eine kritische Biografie über Helmut Schmidt mit dem Titel Helmut Schmidt. Fallstudie über einen Populären. Zu den Werken mit provokanten Titeln gehörten die Bücher Die Russen kommen nicht. Fehlleistungen unserer Sicherheitspolitik von 1969 sowie Pentagon. Friedensfeind Nr. 1 aus dem Jahr 1983, das 1984 in zweiter Auflage erschien.